# Sientje (stripfiguur)
Sientje is een van de nevenpersonages uit Jan, Jans en de kinderen (door Jan Kruis). Ze is het dochtertje van Hanna.
Eigenlijk had Sientje 'Emmeline Germaine Hedy' moeten heten. Emmeline van Emmeline Pankhurst (Engelands eerste suffragette), Germaine van Germaine Greer (een Australische feministe en schrijfster) en tot slot Hedy van Hedy d'Ancona (jarenlang lid geweest van de Eerste Kamer en de vroegere hoofdredactrice van het feministische blad Opzij). Kruis heeft haar de naam 'Sientje' gegeven, naar zijn oudtante Sien die ook haar steentje heeft bijgedragen aan de emancipatie van vrouwen. 
Sientje heeft later nog een aantal weken gelogeerd bij de familie. Hanna had toen een latrelatie met een vriendin uit Keulen. 
Met de geboorte van Gertje (1993) werd Sientje in de strips als karakter overbodig. Nadat ze lange tijd  uit beeld was verdwenen keerde Sientje terug als speelkameraadje voor Gertje.